# Vadim Kaloshin
Vadim Kaloshin é um matemático russo, conhecido por suas contribuições aos sistemas dinâmicos. Obteve um Ph.D. na Universidade de Princeton em 2001, orientado por John N. Mather, com a tese A Bound on Growth Rate of the Number of Periodic Points for Prevalent Diffeomorphisms. Foi depois C.L.E. Moore instructor no Instituto de Tecnologia de Massachusetts, e professor do Instituto de Tecnologia da Califórnia e da Universidade Estadual da Pensilvânia. Atualmente é Michael Brin Chair da Universidade de Maryland e professor de matemática da University of Maryland College of Computer, Mathematical, and Natural Sciences. Desde janeiro de 2021 é professor no IST Austria.
Foi palestrante convidado do Congresso Internacional de Matemáticos em Madrid (2006) e palestrante plenário do International Congress on Mathematical Physics em Santiago, Chile, (2015).